# Ataky
Ataky (ukr. Атаки) – wieś na Ukrainie, w obwodzie czerniowieckim, w rejonie dniestrzańskim, nad Dniestrem. W 2001 roku liczyła 638 mieszkańców.